# Gibraltar Eurobet Division 2012/13
Die Gibraltar Eurobet Division 2012/13 war die 110. Spielzeit der höchsten gibraltarischen Spielklasse der Männer. Den Meistertitel errang Lincoln FC. Jede Mannschaft spielte dreimal gegen jede andere Mannschaft.
Aufgrund der Restrukturierung der Liga mit dann acht Mannschaften ab der Saison 2013/14, gab es in dieser Spielzeit keinen Absteiger.

## Abschlusstabelle
| Pl. | Verein               | Sp. | S  | U | N  | Tore    | Diff. | Punkte |
| --- | -------------------- | --- | -- | - | -- | ------- | ----- | ------ |
| 1.  | Lincoln FC (M)       | 15  | 13 | 2 | 0  | 068:130 | +55   | 41     |
| 2.  | St Joseph’s FC (P)   | 15  | 10 | 0 | 5  | 043:200 | +23   | 30     |
| 3.  | Manchester United FC | 15  | 7  | 2 | 6  | 022:310 | −9    | 23     |
| 4.  | Lynx FC (N)          | 15  | 4  | 2 | 9  | 018:420 | −24   | 14     |
| 5.  | Lions FC Gibraltar   | 15  | 3  | 2 | 10 | 024:410 | −17   | 11     |
| 6.  | Glacis United FC     | 15  | 3  | 2 | 10 | 020:470 | −27   | 11     |

| (M) | amtierender gibraltarischer Meister     |
| (P) | amtierender gibraltarischer Pokalsieger |
| (N) | Neuaufsteiger                           |

## Kreuztabelle
| Erste & Zweite Runde |     | Lincoln FC | Lions FC Gibraltar |      | Manchester United FC | St Joseph’s FC |
| -------------------- | --- | ---------- | ------------------ | ---- | -------------------- | -------------- |
| Glacis United FC     |     | 0:7        | 3:3                | 4:0  | 0:3                  | 2:1            |
| Lincoln FC           | 4:0 |            | 5:3                | 10:0 | 6:0                  | 2:1            |
| Lions FC Gibraltar   | 3:4 | 2:3        |                    | 3:0  | 4:6                  | 1:2            |
| Lynx FC              | 2:1 | 1:5        | 0:1                |      | 0:1                  | 2:5            |
| Manchester United FC | 2:1 | 1:5        | 1:0                | 2:1  |                      | 0:1            |
| St Joseph’s FC       | 4:0 | 0:2        | 1:0                | 6:1  | 4:0                  |                |

| Dritte Runde         |     | Lincoln FC | Lions FC Gibraltar |     | Manchester United FC | St Joseph’s FC |
| -------------------- | --- | ---------- | ------------------ | --- | -------------------- | -------------- |
| Glacis United FC     |     | 1:8        | 2:2                | —   | 0:1                  | 0:4            |
| Lincoln FC           | —   |            | 6:0                | —   | 1:1                  | 3:2            |
| Lions FC Gibraltar   | —   | —          |                    | 0:3 | —                    | 1:5            |
| Lynx FC              | 3:1 | 1:1        | —                  |     | —                    | —              |
| Manchester United FC | —   | —          | 0:1                | 1:1 |                      | —              |
| St Joseph’s FC       | —   | —          | —                  | 1:2 | 6:3                  |                |